# شركة هوم بوكس أوفيس
شركة هوم بوكس أوفيس (بالإنجليزية: Home Box Office, Inc.)‏ هي شركة إعلامية وترفيهية أمريكية متعددة الجنسيات تعمل كوحدة تابعة لشركة وارنر برذرز. ديسكفري.

## وصلات خارجية
- Official website على موقع واي باك مشين (نسخة محفوظة 2019-09-27)
- (bulk property, college and hotel sales)
- Home Box Office at the Internet Movie Database